# John W. Geary
John White Geary (30 de dezembro de 1819– 8 de fevereiro de 1873) foi um advogado e político dos Estados Unidos. Foi o último alcaide e o primeiro prefeito de São Francisco, foi governador do Território do Kansas, e o 16º governador da Pensilvânia.

## Primeiros anos
Geary nasceu perto de Mount Pleasant, Pensilvânia, em Westmoreland County - no que é hoje a área metropolitana de Pittsburgh. Geary era filho de Richard Geary, um metalúrgico e professor de ascendência escocesa-irlandesa, e Margaret White, nativa de Maryland. A partir dos 14 anos de idade, ele participou do Jefferson College, em Canonsburg, Pensilvânia, estudando engenharia civil e lei, mas foi forçado a sair antes da formatura devido à morte de seu pai. Geary trabalhou em uma variedade de empregos, inclusive como um especulador agrimensor em Kentucky, ganhando o suficiente para voltar para a faculdade e pós-graduação em 1841. Ele trabalhou como engenheiro de construção para o Portage Railroad Allegheny. Em 1843, casou-se com Margaret Ann Logan, com quem teve vários filhos, mas ela morreu em 1853. Geary, em seguida, se casou com a viúva Mary Church Henderson em 1858 em Carlisle, Pensilvânia.
Em dezembro de 1846, durante a Guerra Mexicano-Americana, ele foi contratado no 2º infantaria de Pensilvânia, servindo como tenente-coronel. Ele levou o regimento heroicamente em Chapultepec, e foi ferido cinco vezes no processo. Ao todo, ele foi ferido pelo menos dez vezes em sua carreira militar. As façanhas de Geary em Belén Portão lhe rendeu o posto de coronel e ele voltou para casa como um herói de guerra.

## Política de Califórnia
Movendo-se a oeste, Geary foi apontado “postmaster” de São Francisco pelo presidente James K. Polk em 22 de janeiro de 1849, e em 8 de janeiro de 1850, ele foi eleito alcalde da cidade, antes de Califórnia se tornar um estado, em seguida, o primeiro prefeito da cidade. Ele detém o recorde como o prefeito mais jovem da história de São Francisco. Geary voltou para a Pensilvânia em 1852 por causa da saúde debilitada de sua esposa. Após a morte da sua esposa, o presidente Franklin Pierce queria nomeá-lo governador do território de Utah, mas Geary diminuiu.